# Никољски
Никољски (рус. Никольский) насељено је место са административним статусом варошице (рус. посёлок городского типа) на северозападу европског дела Руске Федерације. Налази се у североисточном делу Лењинградске области и административно припада Подпорошком рејону.
Према проценама националне статистичке службе за 2014. у вароши је живело 2.894 становника.
Статус насеља урбаног типа, односно варошице носи од 1949. године. Све до 1914. насеље је носило име Немецкоје.

## Географија
Варошица Никољски смештена је на маленом полуострву које је образовала река Свир уз меандар на својој десној обали, на свега неколико километара западније од града Подпорожја. Налази се на североистоку Лењинградске области, односно на северозападу Подпорошког рејона.
У близини насеља налази се значајно речно бродоградилиште и лука, једна од највећих у том делу Русије.

## Историја
Историја варошице Никољски у директној је вези са настанком Олоњечког бродоградилишта на Свиру које је изграђено по директном налогу императора Петра Великог, а све са циљем да се додатно ојача руска флота. Градња бродоградилишта је окончана 1703. године. Како у Русији у то време није постојало довољно квалификоване радне снаге за рад у бродоградилишту, радници су доведени из Немачке, а на месту данашњег Никољског за њих је подигнуто посебно радничко насеље. Збг тога је и новоосновано насеље све до 1914. године носило назив Немецкоје (Немачко насеље; рус. Немецкое). С почетком Првог светског рата насеље мења име у Никољскоје (рус. Никольское), а садашње име носи од 1949. године.
Све до 1941. у насељу није било више од 15 кућа, а током Другог светског рата варошица је разрушена до темеља. Обнова је започела почетком 1945. године, а да активнијег развоја вароши долази након обнове рада бродоградилишта почетком 1946. године. Број становника у варошици је растао, отворени су школа и дечији вртић, а 1949. насеље добија административни статус варошице.
Велики привредни замах у развоју вароши уследио је средином 1980-их година након отварања велике Подпорошке луке.

## Демографија
Према подацима са пописа становништва 2010. у вароши је живело 2.989 становника, док је према проценама националне статистичке службе за 2014. варошица имала 2.894 становника.
| 1939. | 1959. | 1970. | 1979. | 1989. | 2002. | 2010. | 2014. |
| ----- | ----- | ----- | ----- | ----- | ----- | ----- | ----- |
| ---   | 2,345 | 1,719 | 1,751 | 2,953 | 2,931 | 2,989 | 2,894 |